# Ungváry Sándor
Ungváry Sándor (Kaposvár, 1883. január 15. – Budapest, 1951. január 13.) festőművész.

## Életútja
Ungváry Károly és Babochay Izabella fiaként született. Tanulmányait a Mintarajziskolában végezte, mesterei Székely Bertalan és Hollósy Simon voltak. Tagja volt a Spirituális Művészek Szövetségének tagja. 1927-ben ő készítette az egri ferences templom mennyezetképeit, a városmajori kis templom falképeit, 1936–37-ben a debreceni Szent Anna-templom mennyezetképeit, valamint a Jézus Szíve-oltárképet. A gyöngyösi ferences templom falképein is dolgozott. Az ő kartonjai nyomán készült 1936–37-ben a pasaréti ferences templom szentélyfreskója, illetve 1941-ben az albertfalvai plébániatemplom üvegablakai. 1940-ben készítette el az egri jezsuita templom Szent Bernát-oltárképét. 1938-ban az ő tervei szerint valósult meg az Eucharisztikus Kongresszus tribünjét és oltárát borító kárpit magyar szenteket ábrázoló dekorációja. Halálát szívkoszorúér-eltömődés, tüdőgyulladás okozta. Felesége Krafft Berta volt.